# John Gerrard Keulemans
John Gerrard Keulemans (Rotterdam, 8 juni 1842 – Ilford, 29 maart 1912), geboren als Johannes Gerardus Keulemans, was een Nederlandse kunstschilder, illustrator en ornitholoog. Keulemans was beroemd om zijn litho's van vogels. Vanaf 1869 werkte Keulemans in Groot-Brittannië, waar hij ook overleed.

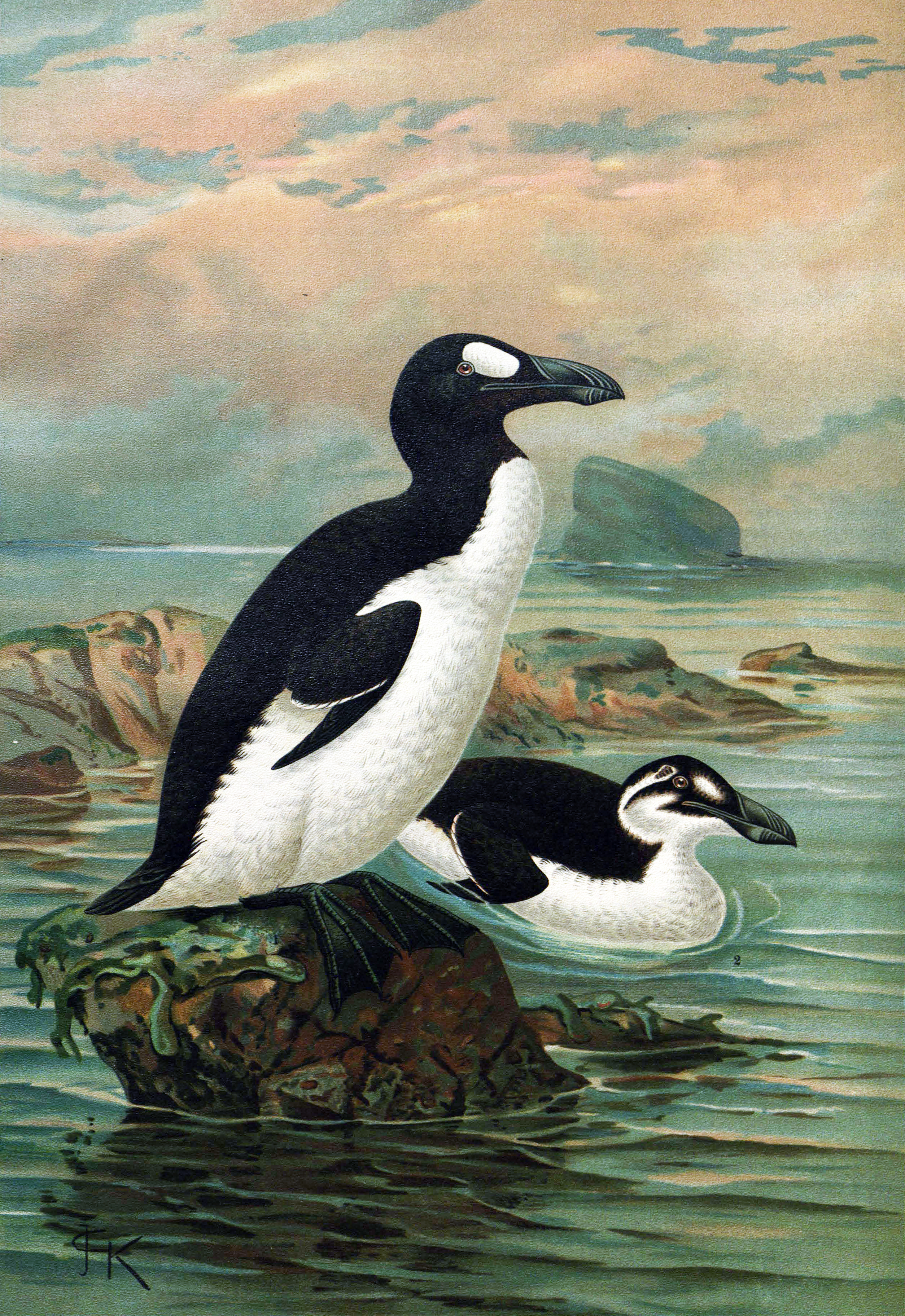
Reuzenalk (Pinguinus impennis), voor 1903.

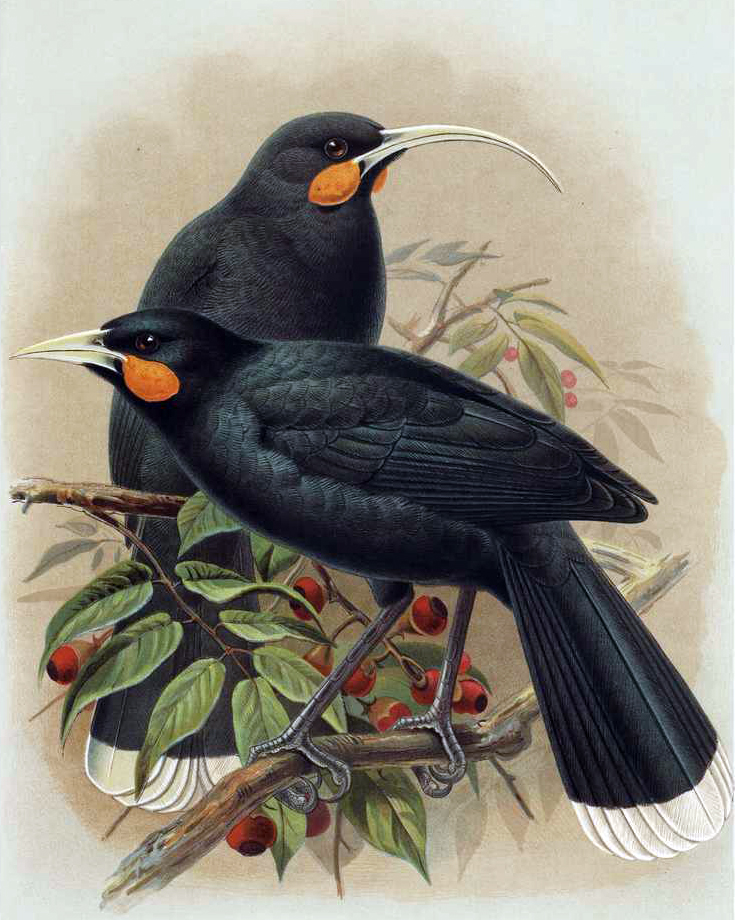
Huia (Heteralocha acutirostris), man en vrouw, 1888. Uitgestorven in 1907.

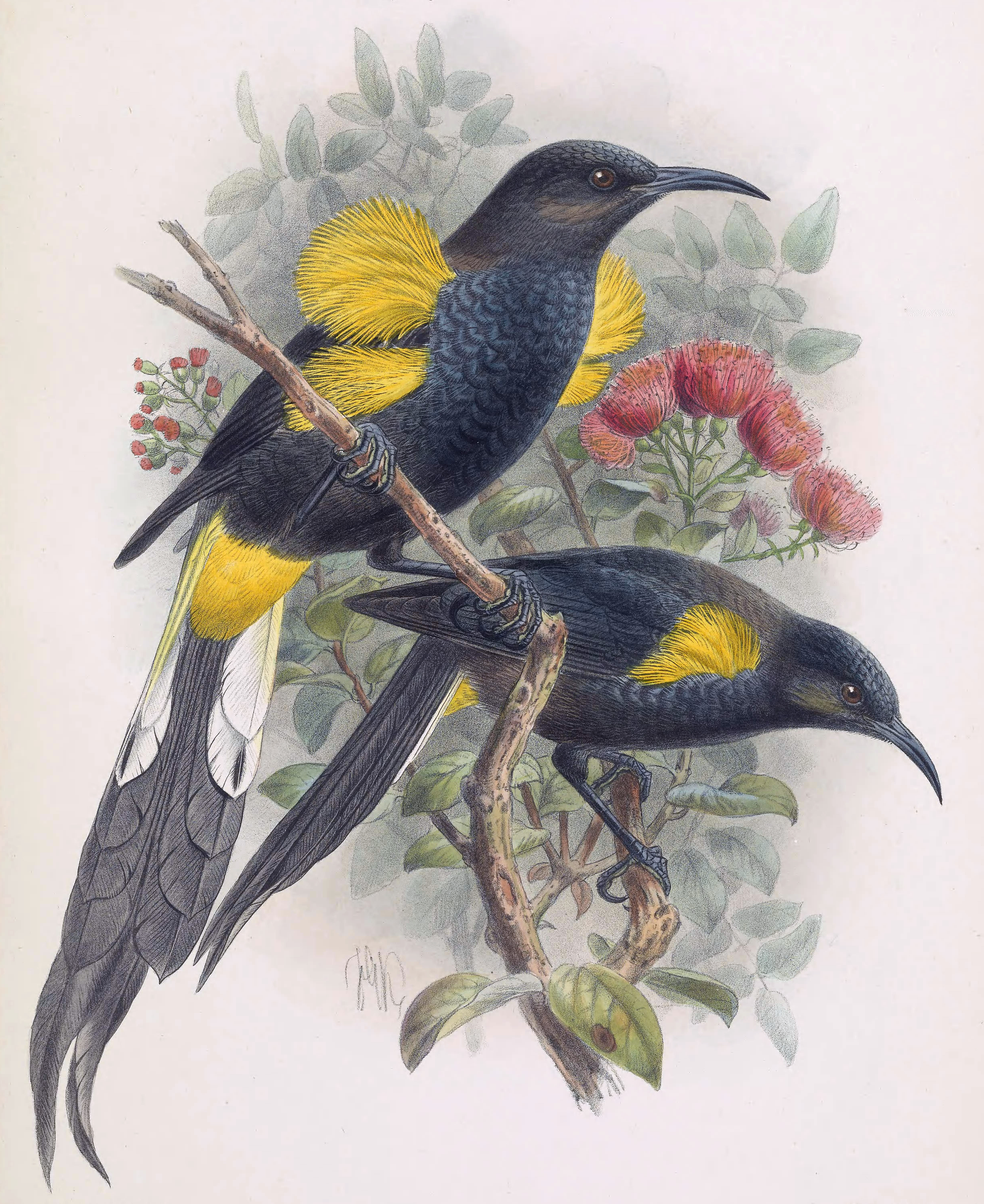
Hawaii-o'O (Moho nobilis), man en vrouw, 1893.

## Biografie
Keulemans was als jongen een fervent natuurliefhebber en wilde onderzoeker worden. Op 19-jarige leeftijd bood hij zijn diensten aan als verzamelaar van geprepareerde vogels en hun eieren aan het Rijksmuseum van Natuurlijke Historie in Leiden (RMNH, thans Naturalis). In 1864 werd hij daar benoemd tot tekenaar/assistent. Hermann Schlegel, die toen directeur was van het RMNH stimuleerde hem en stuurde hem in 1864 op een expeditie naar West-Afrika. Bij zijn terugkeer naar Europa in 1866, zorgde Schlegel voor een aanbeveling hij het Brits Museum. In 1867 bezocht Richard Bowdler Sharpe (de latere conservator vogels van het Brits Museum) het RMNH en nodigde Keulemans uit om mee te werken bij het illustreren van zijn monografie over ijsvogels.
In 1867 trouwde Keulemans in Voorschoten met Engelina Johanna Spoor, die hem hielp bij zijn werk. Eind 1869 verhuisde het echtpaar naar Groot-Brittannië. Binnen korte tijd werd hij daar een van de meest gevraagde vogelillustratoren van zijn tijd.
Hij werkte als vaste illustrator voor het ornithologische tijdschrift The Ibis van de British Ornithologists' Union, voor de Novitates Zoologicae van het Tring Museum en voor de periodieken Proceedings en Transactions van de Zoological Society of London. Dankzij zijn studies aan de honingzuigers van West-Afrika mocht hij, samen met andere getalenteerde tekenaars, het boek Monograph of the Nectariniidae van George Ernest Shelley (1840-1910) illustreren.
Na de dood van zijn eerste vrouw in 1876, trouwde hij in 1877 in Londen met de Ierse Arabella Miley. Hij werd vader van in totaal 14 kinderen, van wie 9 de volwassen leeftijd bereikten. Keulemans sprak vijf talen vloeiend en was een goed cellist. In zijn latere jaren wijdde hij zich aan het spiritisme.

## Meer over zijn werk
Keulemans schreef een reisverslag over zijn verblijf in West-Afrika met daarin een beschrijving van een nieuwe vogelsoort, de Kaapverdische rietzanger. In Engeland werkte hij van 1874 tot 1898 onder andere aan de 27 delen van de Catalogue of the Birds van het Natural History Museum (voorheen British Museum of Natural History). Als inmiddels gevestigd en gewaardeerd illustrator, maakte hij 73 platen voor de Monograph of Hornbills (1887–1892) van Daniel Giraud Elliot (1835-1915), 120 platen voor de Monograph on Kingfishers (1868-1871) van Richard Bowdler Sharpe (1847-1909) en 149 platen voor de Monograph on Thrushes (1902) van Henry Seebohm (1832-1895).
Keulemans illustreerde verder verschillende delen van de Biologia Centrali-Americana (1879-1904) van Osbert Salvin (1835-1898), Birds of Europe (1871-1896) van Henry Eeles Dresser (1838-1915), A History of the Birds of New Zealand (1873, 1887-1888, 1905-1906) van Sir Walter Lawry Buller (1838-1906), The Avifauna of Laysan and the Neighbouring Islands (1893-1900) en Extinct Birds (1907) van Lionel Walter Rothschild, 2e Baron Rothschild (1868-1937).
De door Keulemans vervaardigde litho's van nu uitgestorven diersoorten zijn inmiddels een begrip, zoals die van de Salomonseilandenkroonduif (Microgaura meeki), de huia (Heteralocha acutirostris), de reuzenalk (Pinguinus impennis) , de Stephen Island rotswinterkoning (Xenicus lyalli), Hawaii-o'O (Moho nobilis), Bishops o'O (Moho bishopi), lachuil (Sceloglaux albifacies), zwarte mamo (Drepanis funerea) en falklandwolf (Dusicyon australis). Al deze litho's zijn nu in het American Museum of Natural History in New York.

## Bekendheid in Nederland
Na zijn emigratie naar Engeland werd hij in Nederland minder bekend dan in het buitenland. Zijn eerste grote werk, waarvoor hij ook de tekst schreef, verscheen nog wel in Nederland (vanaf 1869): Onze vogels in huis en tuin. Deze uitgave in 3 delen bevatte 200 platen van Keulemans, waarvan ruim 120 van inlandse (zang)vogels en de rest van exotische vogels die in kooien of tuinen gehouden werden.
- 1869: Onze vogels in huis en tuin deel 1,[4] 242 pgs. tekst; 70 afb.; 3 pgs. inhoudsopgave.
- 1873: Onze vogels in huis en tuin deel 2,[5] 232 pgs. tekst; 70 afb.; 3 pgs. inhoudsopgave.
- 1876: Onze vogels in huis en tuin deel 3,[6] 194 pgs. tekst; 60 afb.; 3 pgs. inhoudsopgave.

Verder gebruikte alleen Jac. P. Thijsse in zijn boek Het Vogeljaar deels postuum verschenen platen van Keulemans (in de eerste druk van 1903/1904 en in de vernieuwde 6e druk van 1969).

## Overige werken die hij illustreerde
- Buller,W.L. (1872-1873) - History of the birds of New Zealand
- Anonymous (1874-1890) - Catalogue of the birds in the British Museum (vols. 1-13)
- Dresser, H.E. (1871-1881) - History of the birds of Europe (9 vols.)
- Godman, F.D. (1907-1910) - Monograph of the Petrels
- Koenig, A. ( 1911) - Avifauna Spitzbergensis [deels]
- Legge, W.V. (1878-1880) - History of the birds of Ceylon
- Lilford, T.L.P. (1891-1897) - Coloured figures of the birds of the British Islands [deels]
- Marshall, C.H.T. & G.F.L. Marshall (1870-1971) - Monograph of the Capitonidae
- Mivart, G.J. (1896) - Monograph of the Lories
- Naumann, J.F. (1896-1905) - Naturgeschichte der Vögel Mitteleuropas (jubileumuitgave Hennicke) [deels]
- Rothschild, L.W. (1893-1900) - Avifauna of Laysan
- Rothschild, L.W. (1907) - Extinct Birds [deels]
- Rowley, G.D. (1876-1878) - Ornithological Miscellany
- Salvin, O. & Godman, F.D. (1879-1904) - Biologia Centrali-Americana, Aves
- Sclater, P.L. (1879-1882) - Monograph of the jacamars and puffbirds
- Seebohm, H. (1887) - Geographical distribution of the Charadriidae
- Seebohm, H. (1898-1902) - Monograph of the Turdidae
- Sharpe, R.B. (1868-1871) - Monograph of the Alcedinidae[2]

## Galerij

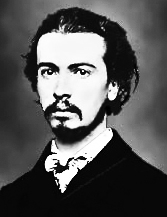
Jong portret van Keulemans uit het boek Extinct Birds van Errol Fuller
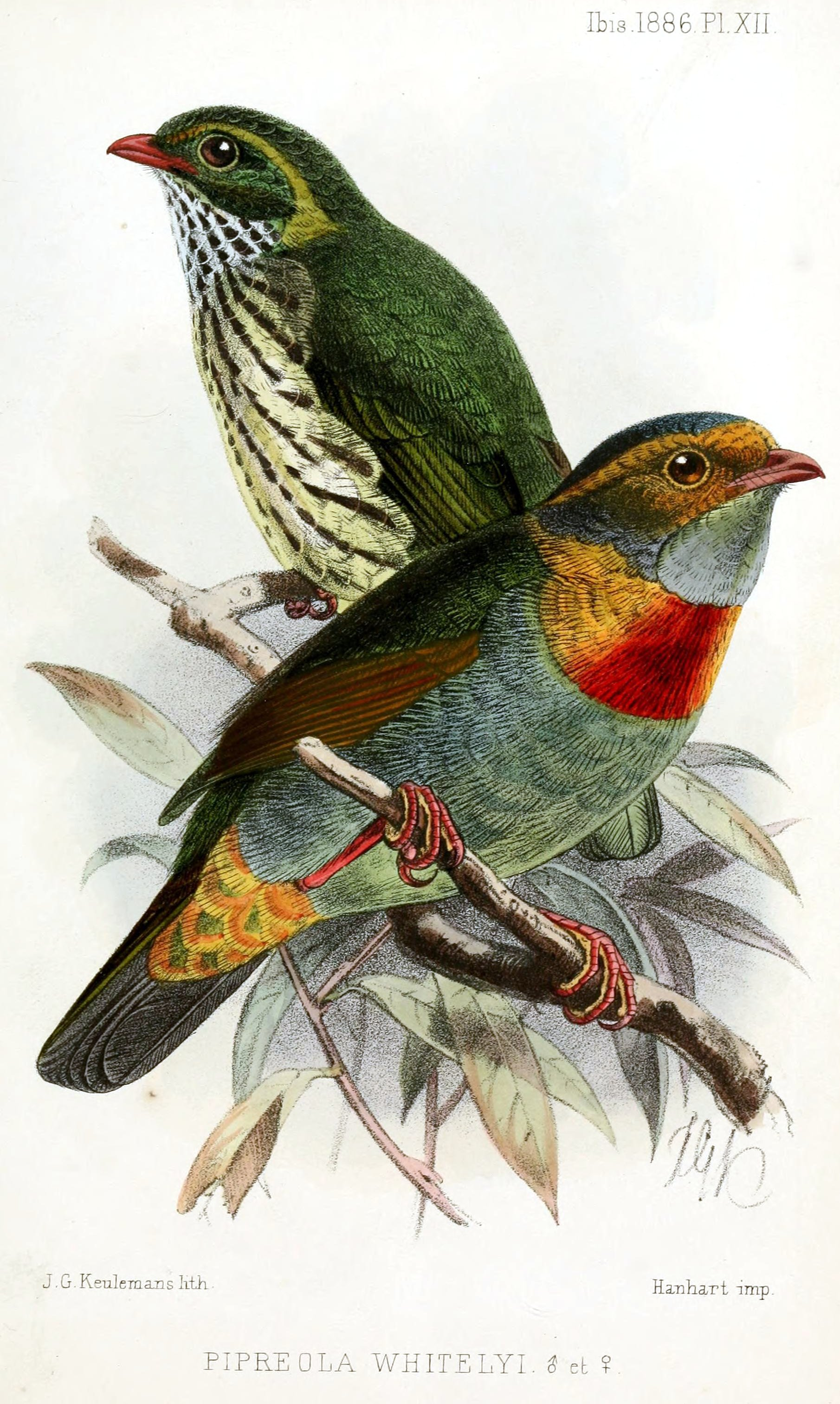
Man en vrouw van Pipreola whitelyi, 1886
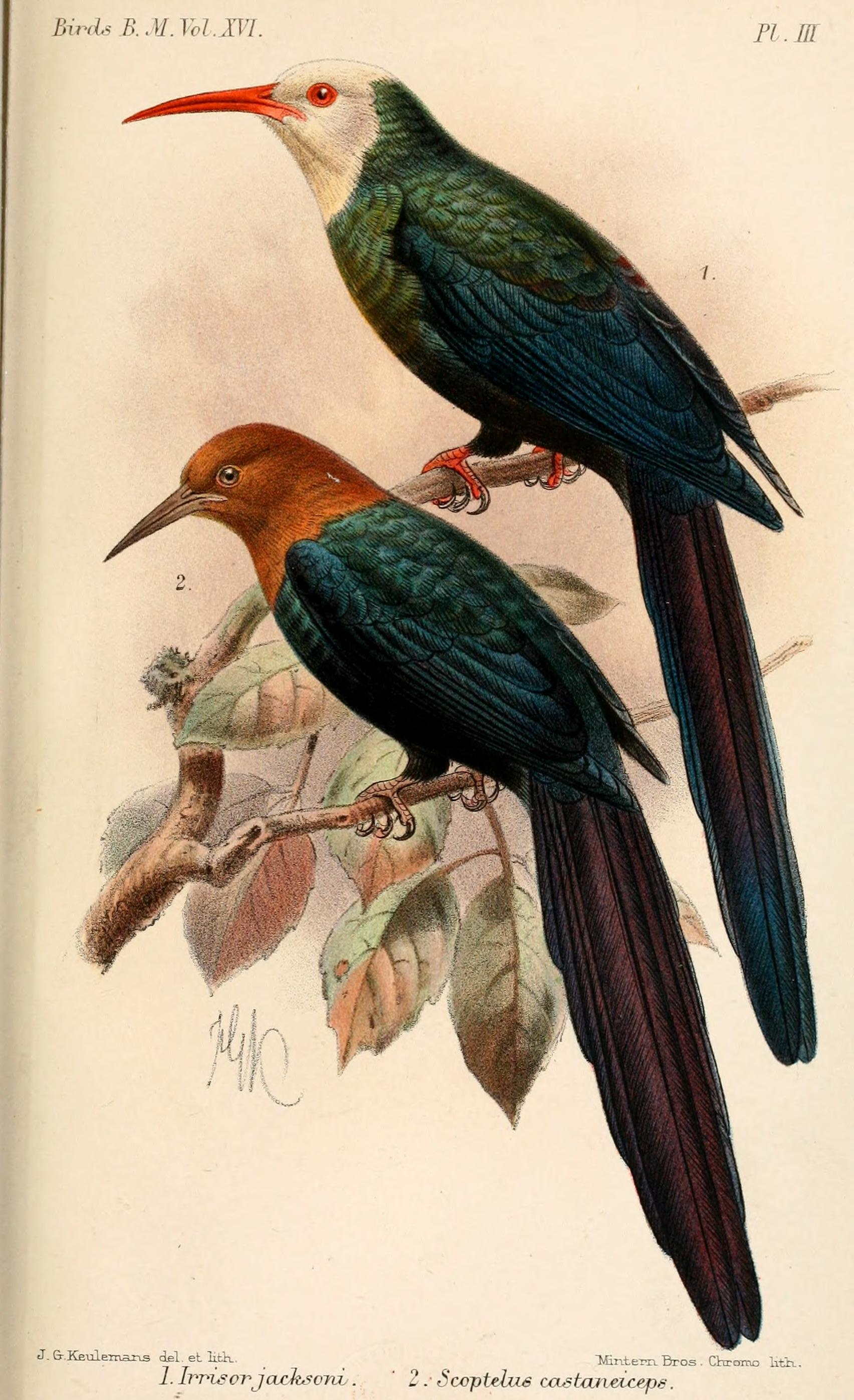
Man en vrouw (achtergrond) van Huia Heteralocha acutirostris, 1888. Uitgestorven rond 1907.
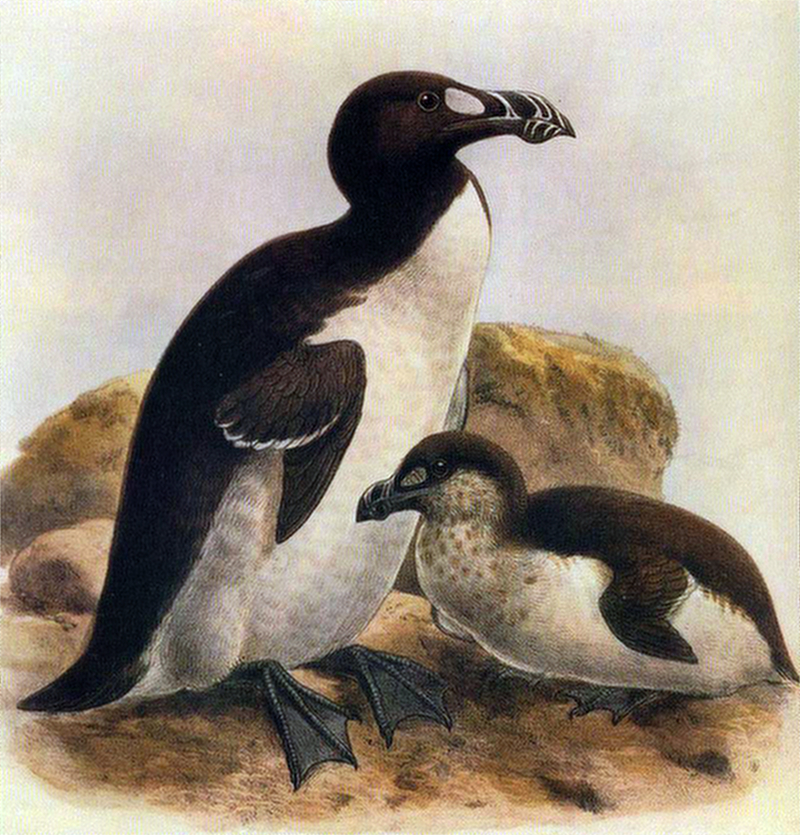
Reuzenalk Pinguinus impennis met jong, rond 1900. Uitgestorven.

- Bibliothèque nationale de France: cb14971107n (data)
- Biografisch Portaal: 89099971
- Stuttgart Database of Scientific Illustrators 1450–1950: 945
- Find NZ Artists: 8289
- Gemeinsame Normdatei: 132547716
- International Standard Name Identifier: 0000 0000 6313 981X
- Library of Congress Control Number: no98083374
- Nationale bibliotheek van Australië: 35268760
- Nederlandse Thesaurus van Auteursnamen: 069626324
- RKD-Nederlands Instituut voor Kunstgeschiedenis: 88608
- SNAC: w6c82jf6
- Système universitaire de documentation: 170051323
- Museum of New Zealand Te Papa Tongarewa: 4671
- Trove: 890418
- Union List of Artist Names: 500041975
- Virtual International Authority File: 42113661
- WorldCat: E39PBJhdcTDcJpkPJJdJjGFFrq